# Masatoshi Koshiba
Masatoshi Koshiba (japanska 小柴 昌俊 Koshiba Masatoshi), född 19 september 1926 i Toyohashi, Aichi, död 12 november 2020 i Tokyo, var en japansk astrofysiker som mottog Nobelpriset i fysik 2002. Han tilldelades priset för sina "banbrytande insatser inom astrofysiken, särskilt för detektion av kosmiska neutriner". Han delade priset med Raymond Davis Jr. och Riccardo Giacconi.
Koshiba examinerades från Tokyouniversitetet, School of Science 1951. Han erhöll sin Ph.D i fysik vid University of Rochester, New York 1955. Han blev senare professor vid International Centre for Elementary Particle Physics, vid universitetet i Tokyo och Observatoriet i Hida (tidigare Kamioka), Gifu prefektur. Det var i gruvan i Kamioka som Koshibas forskarlag konstruerade neutrinodetektorn Kamiokande, som kunde bekräfta de försök att fånga neutriner från Solen, som Ray Davies startat 1966 i den nedlagda guldgruvan Homestake. Neutriner växelverkar mycket svagt med vanlig materia och är därför extremt svåra att fånga och mäta på. Båda forskarlagen arbetade med jättestora tankar - för klorhaltig rengöringsvätska i Homestake resp vanligt vatten i Kamioka.
Stjärnor producerar enorma mängder neutriner under sin levnad och dödskamp, som kan ge upplysningar om stjärnors struktur mm. Genombrottet här blev observationen av neutrinoskuren från Supernova SN1987a. Nobelpriset blev därför också ett erkännande av att forskarna lyckats öppna ett nytt fönster mot universum, neutrinoastronomi. 	 
Koshiba är numera Senior Counselor of International Center for Elementary Particle Physics, ICEPP och Professor emeritus vid University of Tokyo.
Koshiba tilldelades 2000 Wolfpriset i fysik tillsammans med Raymond Davis Jr..